# Apsilochorema utchtchunam
Apsilochorema utchtchunam är en nattsländeart som beskrevs av Schmid 1970. Apsilochorema utchtchunam ingår i släktet Apsilochorema och familjen Hydrobiosidae. Inga underarter finns listade i Catalogue of Life.